# Блэксланд, Грегори
Гре́гори Блэ́ксланд (англ. Gregory Blaxland; 17 июня 1778 — 1 января 1853) — австралийский первопроходец, инициатор и участник знаменитой экспедиции 1813 года через Голубые горы. Коммерсант, фермер, один из первых австралийских виноделов.

## Биография
Родился в Англии. В июле 1799 года женился на двадцатилетней Элизабет. Вместе со старшим братом Джоном, женой, тремя детьми, несколькими овцами, инструментами и другим имуществом эмигрировал в Австралию, куда отправился осенью 1805 и прибыл весной 1806 года и где развил бурную коммерческую и первопроходческую деятельность. Несколько раз возвращался в Англию по делам колонии и для доставки образцов своего вина, за которое получил медали одного из королевских обществ. Потеряв жену и нескольких родственников, совершил самоубийство.
Похоронен в Парраматте.
Егосын Джон был бизнесменом и законодателем.

## Публикации
- The Journal of Gregory Blaxland, 1813
- Journal of a Tour of Discovery Across the Blue Mountains, 1823[2]
- Wine from New South Wales, 1828

## Память
Увековечен вместе с другими деятелями экспедиции 1813 года. Его именем также названы тауншип, единица административного и электорального деления территории. В 1963 году он и двое других первопроходцев удостоились специальной почтовой марки.